# Medalha Lister

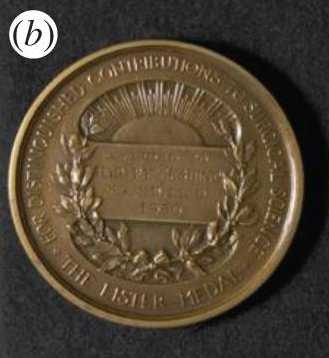
Medalha Lister de 1930

A Medalha Lister (em inglês:  Lister Medal) é uma premiação do Royal College of Surgeons of England por realizações em cirurgia. É denominada em memória de Joseph Lister.
É concedida a cirurgiões de todas as nacionalidades e foi inicialmente concedida a cada três anos e atualmente em tempos mais dilatados.
Foi concedida a primeira vez em 1924. Até 2015 foi concedida a 27 personalidades.

## Recipientes

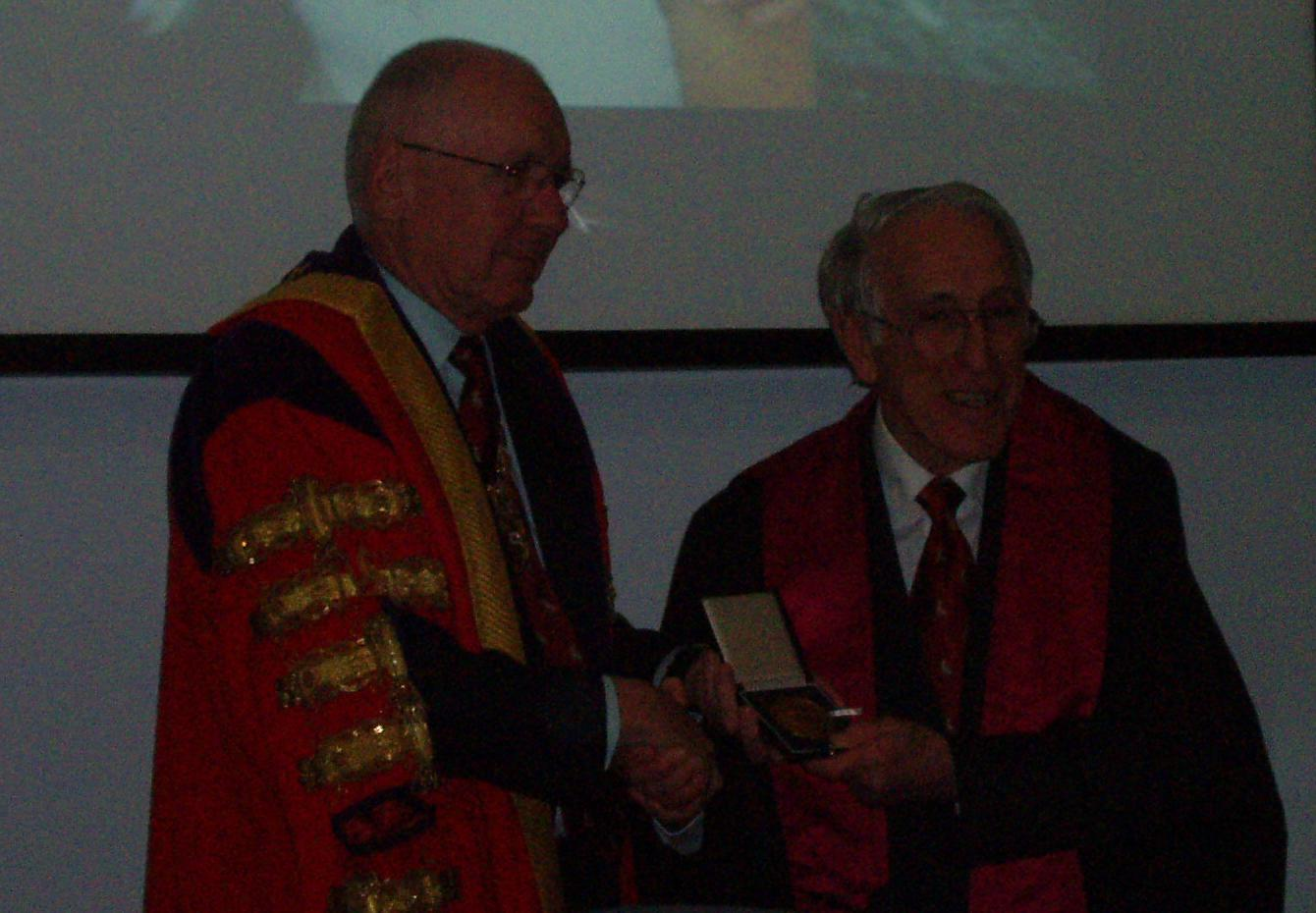
Graeme Clark (direita) recebe em 2010 a Medalha Lister do presidente do Royal College of Surgeons of England John Black (esquerda)

- 1924 William Watson Cheyne, On Lister’s Great Achievement[1]
- 1927 Anton Eiselsberg, Lister: A continental appreciation
- 1930 Harvey Cushing, Neurohypophysial mechanisms from a clinical standpoint
- 1933 Charles Alfred Ballance, On Nerve Surgery
- 1936 Robert Muir, Malignancy with illustrations from the pathology of the mamma
- 1939 René Leriche, The Listerian Idea in the Year 1939
- 1942 Evarts Graham, Some Aspects of Bronchiogenic Carcinoma
- 1945 Howard Florey, The Use of Micro-organisms for Therapeutic Purposes
- 1948 Geoffrey Jefferson, The Mind of Mechanical Man
- 1951 James Learmonth, After Fifty-Six Years
- 1954 Victor Ewings Negus, The Comparative Anatomy and Physiology of the Respiratory Tract in Relation to Clinical Problems
- 1957 Stewart Duke-Elder, The Emergence of Vision in the Animal World
- 1960 Wilder Penfield, Activation of the Record of Human Experience
- 1963 Charles Illingworth, On the Interdependence of Science and the Healing Art
- 1966 Russell Brock, Surgery and Lister
- 1969 Michael Woodruff, Biological aspects of individuality
- 1972 John Webster Kirklin, An Academic Surgeon's Work
- 1975 John Charnley, Aspects of total asepsis in the operating room with special reference to clean air systems
- 1978 Francis Daniels Moore, Science and service
- 1981 John Cedric Goligher, The Skeptical Chirurgeon
- 1984 Roy Yorke Calne, Organ transplantation: from laboratory to clinic
- 1987 Patrick Forrest, Breast cancer: 121 years on
- 1990 Harold Hopkins, The development of the modern endoscope
- 1994 Norman Shumway
- 1997 Peter John Morris
- 2010 Graeme Clark, What can electrical stimulation with a cochlear implant tell us about Brain Function and Human Consciousness?
- 2015 Magdi Yacoub[2]